# Mango Island
Mango Island är en ö i Fiji.   Den ligger i divisionen Östra divisionen, i den västra delen av landet, 270 km väster om huvudstaden Suva. Arean är 22,4 kvadratkilometer.
Terrängen på Mango Island är platt. Öns högsta punkt är 197 meter över havet. Den sträcker sig 5,6 kilometer i nord-sydlig riktning, och 5,4 kilometer i öst-västlig riktning.